# Puccinia magnusiana
Puccinia magnusiana är en svampart som beskrevs av Körn. 1876. Puccinia magnusiana ingår i släktet Puccinia och familjen Pucciniaceae.   Inga underarter finns listade i Catalogue of Life.